# Holothuria thomasi
Holothuria thomasi is een zeekomkommer uit de familie Holothuriidae.
De wetenschappelijke naam van de soort werd in 1980 gepubliceerd door David Pawson & I.E. Caycedo.